# Mario Esteban Bergara
Mario Esteban Bergara Duque (Montevideo, 4 maggio 1965) è un politico ed economista uruguaiano.
Ministro dell'economia dal 26 dicembre 2013 al 1º marzo 2015, è membro del partito politico Fronte Ampio.
È stato anche Presidente della Banca Centrale dell'Uruguay.